# Bugbug (village)
Pour les articles homonymes, voir Bugbug (homonymie).
Bugbug est un desa pekraman (village coutumier) dans l'île indonésienne de Bali. Il est situé dans le kabupaten de Karangasem, à quelques kilomètres de la plage touristique de Candi Dasa.

## Tourisme
Non loin de Bugbug, de l'autre côté d'une colline, se trouve Bias Putih, une plage de sable blanc (c'est le sens de son nom en balinais de 300 mètres de long, bordée par cette colline et une autre située plus à l'est. 
Une société, PT Bali Bias Putih, appartenant à un homme d'affaires coréen, M. Yu Bong Yi, projette de transformer la zone enserrée par les deux collines en un complexe touristique de luxe qui sera notamment équipé d'un terrain de golf de 18 trous, un hôtel 5 étoiles, des piscines et des commerces. L'ensemble couvrira quelque 124 hectares.
1. ↑  "Locals divided on golf resort plan", The Jakarta Post, 10 avril 2008

## LePerang Jempana
Tous les 2 ans, la veille de la 4e pleine lune ou purnama kapat en balinais, les habitants de Bugbug et de trois autres villages, Bebandem, Jasi et Ngis, se rendent au temple qui se trouve au sommet de la colline de Gumang, situé à 400 mètres d'altitude, à quelque 4 kilomètres à l'est de Candi Dasa.
L'après-midi a lieu la Perang Jempana, un rituel qui met en scène une légende. Le dieu de Bugbug avait trois filles et un fils. Une de ses filles était promise au dieu de Bebandem, mais elle s'enfuit avec celui de Jasi. Pour apaiser Bebandem, Bugbug lui offre alors sa deuxième fille et son fils. Puis il offre sa troisième fille au dieu de Ngis. 
Lors de cet évènement, les parents de nouveau-nés apportent des cochons de lait en offrande, pour que leur enfant soit en bonne santé.